# Homalium maneauense
Homalium maneauense är en videväxtart som beskrevs av L.A. Craven. Homalium maneauense ingår i släktet Homalium och familjen videväxter. Inga underarter finns listade i Catalogue of Life.